# Sergipe
Sergipe là bang nhỏ nhất của Brasil. Bang này nằm ở vùng đông bắc của Brasil, tiếp giáp bang Bahia về phía nam và bang Alagoas về phía bắc, Đại Tây Dương về phía đông. Aracaju là thủ phủ và thành phố lớn nhất bang.

## Liên kết
| Tìm hiểu thêm về Sergipe tại các dự án liên quan |                                   |
| Tìm kiếm Wiktionary                              | Từ điển từ Wiktionary             |
| Tìm kiếm Commons                                 | Tập tin phương tiện từ Commons    |
| Tìm kiếm Wikinews                                | Tin tức từ Wikinews               |
| Tìm kiếm Wikiquote                               | Danh ngôn từ Wikiquote            |
| Tìm kiếm Wikisource                              | Văn kiện từ Wikisource            |
| Tìm kiếm Wikibooks                               | Tủ sách giáo khoa từ Wikibooks    |
| Tìm kiếm Wikiversity                             | Tài nguyên học tập từ Wikiversity |

- (tiếng Bồ Đào Nha) Official Website (Agência Sergipe de Notícias - Governo de Sergipe) Lưu trữ ngày 31 tháng 1 năm 2008 tại Wayback Machine
- (tiếng Bồ Đào Nha) History of Colonial Sergipe Lưu trữ ngày 27 tháng 1 năm 2007 tại Wayback Machine
- Brazilian Tourism portal Lưu trữ ngày 11 tháng 6 năm 2009 tại Wayback Machine